# Lijst van nationale parken in Rusland
Er bevinden zich anno 2019 vijftig nationale parken in Rusland. Deze maken deel uit van de in het land aanwezige beschermde gebieden.

## Overzicht
De oudste parken van Rusland zijn Sotsji en Losiny Ostrov, beide opgericht in 1983. Deze worden gevolgd door Boog van Samara (1984), Mari Tsjodra (1985), Basjkiria (1986), Prielbroesje (1986), Cisbaikal (1986) en Transbaikal (1986). Onder de Russische wet op de beschermde gebieden van Rusland worden nationale parken gedefinieerd als gebieden met land en water, die zijn gericht op natuurbescherming, ecologisch onderwijs en wetenschappelijk onderzoek. Ze bevatten elementen van specifieke ecologische, historische en esthetische waarde. Toerisme is toegestaan mits gereguleerd.
Elk park is opgedeeld in zones, gericht op specifieke functies. Er moet altijd een deel aanwezig zijn dat op strikte wijze als zapovednik wordt gereguleerd en er moeten daarnaast recreatiegebieden en bufferzones zijn waarin economische activiteiten als toerisme, traditioneel landgebruik (bijvoorbeeld jagen en vissen) en milieuvriendelijke vormen van landbouw en bosbouw zijn toegestaan. Soms wordt de strikte functie als zapovednik vervuld door een aangrenzende officiële zapovednik. Zo wordt deze functie in Transbaikal vervuld door de aan de oostzijde grenzende Biosfeerreservaat Bargoezinski.
In 2001 werd Nationaal Park Vodlozerski toegevoegd aan de lijst van biosfeerreservaten onder UNESCO's Mens- en Biosfeerprogramma (MAB). Hierop volgden het Merenplateau van Smolensk (2002), Oegra (2002), Kenozerski (2004), Valdajski (2004) en Basjkiria (2012).
Net als alle andere natuurgebieden in Rusland vallen ook de nationale parken onder de verantwoordelijkheid van het Ministerie van Natuurlijke Hulpbronnen en Milieu van Rusland.

## Lijst van nationale parken
| Naam                                           | Jaar van oprichting | Oppervlakte (km²) | Deelgebied                       | Afbeelding | Opmerkingen |
| ---------------------------------------------- | ------------------- | ----------------- | -------------------------------- | ---------- | --- |
| Alania Алания                                  | 1998                | 549,26            | Noord-Ossetië                    |            | |
| Alchanaj Алханай                               | 1999                | 1.419,07          | Kraj Transbaikal                 |            | |
| Anjoejski Анюйский                             | 2007                | 4.293,7           | Kraj Chabarovsk                  |            | |
| Arctisch Rusland Русская Арктика               | 2009                | 4.214.260         | Oblast Archangelsk               |            | 14.260 km² op Nova Zembla. 4.200.000 km² op Frans Jozefland.                                                                                           |
| Basjkiria Башкирия                             | 1986                | 832               | Basjkirostan                     |            | Biosfeerreservaat sinds 2012. |
| Beneden-Kama Нижняя кама                       | 1991                | 265,87            | Tatarije                         |            | |
| Beringia Берингия                              | 2013                | 18.194,54         | Tsjoekotka                       |            | |
| Bikin Бикин                                    | 2015                | 11.604,69         | Kraj Primorje                    |            | |
| Boezoeloekski Bor Бузулукский бор              | 2007                | 1.067,88          | Oblast Orenburg en Oblast Samara |            | |
| Boog van Samara Самарская Лука                 | 1984                | 1.340             | Oblast Samara                    |            | |
| Chvalynski Хвалынский                          | 1994                | 255,14            | Oblast Saratov                   |            | |
| Joegyd Va Югыд Ва                              | 1994                | 18.941,33         | Komi                             |            | Sinds 1995 onderdeel van de UNESCO- Werelderfgoedinschrijving «Maagdelijke wouden van Komi».                                                           |
| Kalevalski Калевальский                        | 2006                | 743,43            | Karelië                          | NB         | |
| Kenozerski Кенозерский                         | 1991                | 1.396,63          | Oblast Archangelsk               |            | Biosfeerreservaat sinds 2004. |
| Koerse Schoorwal Куршская коса                 | 1987                | 66,21             | Oblast Kaliningrad               |            | Sinds 2000 onderdeel van de UNESCO- Werelderfgoedinschrijving «Koerse Schoorwal»                                                                       |
| Losiny Ostrov Лосиный остров                   | 1983                | 116,215           | Oblast Moskou                    |            | |
| Mari Tsjodra Марий Чодра                       | 1985                | 368,75            | Mari El                          |            | |
| Merenplateau van Smolensk Смоленское Поозерье  | 1992                | 1.462,37          | Oblast Smolensk                  |            | Biosfeerreservaat sinds 2002. |
| Mesjtsjora Мещёра                              | 1992                | 1.187,58          | Oblast Vladimir                  |            | |
| Mesjtsjorski Мещёрский                         | 1992                | 1.030,14          | Oblast Rjazan                    |            | |
| Netsjkinski Нечкинский                         | 1997                | 207,52            | Oedmoertië                       |            | |
| Oedegejskaja Legenda Удэгейская легенда        | 2007                | 886               | Kraj Primorje                    | NB         | |
| Oegra Угра                                     | 1997                | 986,245           | Oblast Kaloega                   |            | Biosfeerreservaat sinds 2002. |
| Onezjskoje Pomorje Онежское Поморье            | 2013                | 2.016,68          | Oblast Archangelsk               |            | |
| Orlovskoje Polesje Орловское Полесье           | 1994                | 777,45            | Oblast Orjol                     |            | |
| Paanajärvi Паанаярви                           | 1992                | 1.044,73          | Karelië                          |            | |
| Plesjtsjejevo Ozero Плещеево озеро             | 1988                | 237,9             | Oblast Jaroslavl                 |            | |
| Cisbaikal Прибайкальский                       | 1986                | 4.172,07          | Oblast Irkoetsk                  |            | Sinds 1996 onderdeel van de UNESCO- Werelderfgoedinschrijving «Baikalmeer»                                                                             |
| Priëlbroesje Приэльбрусье                      | 1986                | 1.010,2           | Kabardië-Balkarië                |            | |
| Pripysjminskië Bory Припышминские боры         | 1993                | 487,3             | Oblast Sverdlovsk                | NB         | |
| Roesski Sever Русский Север                    | 1992                | 1.664             | Oblast Vologda                   |            | Op het grondgebied van het nationaal park bevindt zich de in 2000 opgerichte UNESCO-Werelderfgoed- inschrijving «Ensemble van het Ferapontovklooster». |
| Sajljoegemski Сайлюгемский                     | 2010                | 1.183,8           | Altaj                            |            | |
| Scherenkust van het Ladogameer Ладожские шхеры | 2017                | 1220              | Karelië                          |            | |
| Sebezjski Себежский                            | 1996                | 500,21            | Oblast Pskov                     |            | |
| Sengilejevskië Gory Сенгилеевские горы         | 2017                | 436,97            | Oblast Oeljanovsk                |            | |
| Sjantarskië Ostrova Шантарские острова         | 2013                | 5.155             | Kraj Chabarovsk                  |            | |
| Sjoesjenski Bor Шушенский бор                  | 2013                | 391,7             | Kraj Chabarovsk                  |            | |
| Sjorski Шорский                                | 1989                | 4.138,43          | Oblast Kemerovo                  |            | |
| Smolny Смольный                                | 1995                | 363,85            | Mordovië                         | NB         | |
| Sotsjinski Сочинский                           | 1983                | 2.085,99          | Kraj Krasnodar                   |            | Sinds 1999 onderdeel van de UNESCO- Werelderfgoedinschrijving «Westelijke Kaukasus»                                                                    |
| Taganaj Таганай                                | 1991                | 568,43            | Oblast Tsjeljabinsk              |            | |
| Prekrasnaja Gavan Прекрасная гавань            | 2009                | 109               | Republiek van de Krim            |            | De facto Russisch. |
| Toenkinski Тункинский                          | 1997                | 11.836,62         | Boerjatië                        |            | |
| Tsjavasj Varmane Чаваш Вармане                 | 1993                | 252,47            | Tsjoevasjië                      |            | |
| Tsjikoj Чикой                                  | 2014                | 6.664,68          | Kraj Transbaikal                 |            | |
| Valdajski Валдайский                           | 1990                | 1.584,61          | Oblast Novgorod                  |            | Biosfeerreservaat sinds 2004. |
| Vodlozerski Водлозерский                       | 1991                | 4.692,85          | Oblast Archangelsk en Karelië    |            | Biosfeerreservaat sinds 2001. |
| Transbaikal Забайкальский                      | 1986                | 2.689,932         | Boerjatië                        |            | Sinds 1996 onderdeel van de UNESCO- Werelderfgoedinschrijving «Baikalmeer».                                                                            |
| Zemlja Leoparda Земля леопарда                 | 2012                | 2.618,68          | Kraj Primorje                    |            | |
| Zjoeratkoel Зюраткуль                          | 1993                | 882,49            | Oblast Tsjeljabinsk              |            | |
| Zov Tigra Зов тигра                            | 2007                | 833,43            | Kraj Primorje                    |            | |